# Trichopelma astutum
Trichopelma astutum är en spindelart som först beskrevs av Simon 1889.  Trichopelma astutum ingår i släktet Trichopelma och familjen Barychelidae.
Artens utbredningsområde är Venezuela. Inga underarter finns listade i Catalogue of Life.